# Nữ Lưu kì sĩ
Nữ Lưu kì sĩ (女流棋士 Joryu Kishi, - kì thủ chuyên nghiệp nữ) là những nữ kì thủ shogi chuyên nghiệp trong hệ thống riêng của họ. Do trong giới Shogi chuyên nghiệp Nhật Bản tồn tại hai hệ thống chuyên nghiệp khác nhau, một dành cho các kì thủ chuyên nghiệp mà ở đó không có sự phân biệt nam - nữ và một chỉ dành riêng cho phụ nữ, khái niệm này được sử dụng.

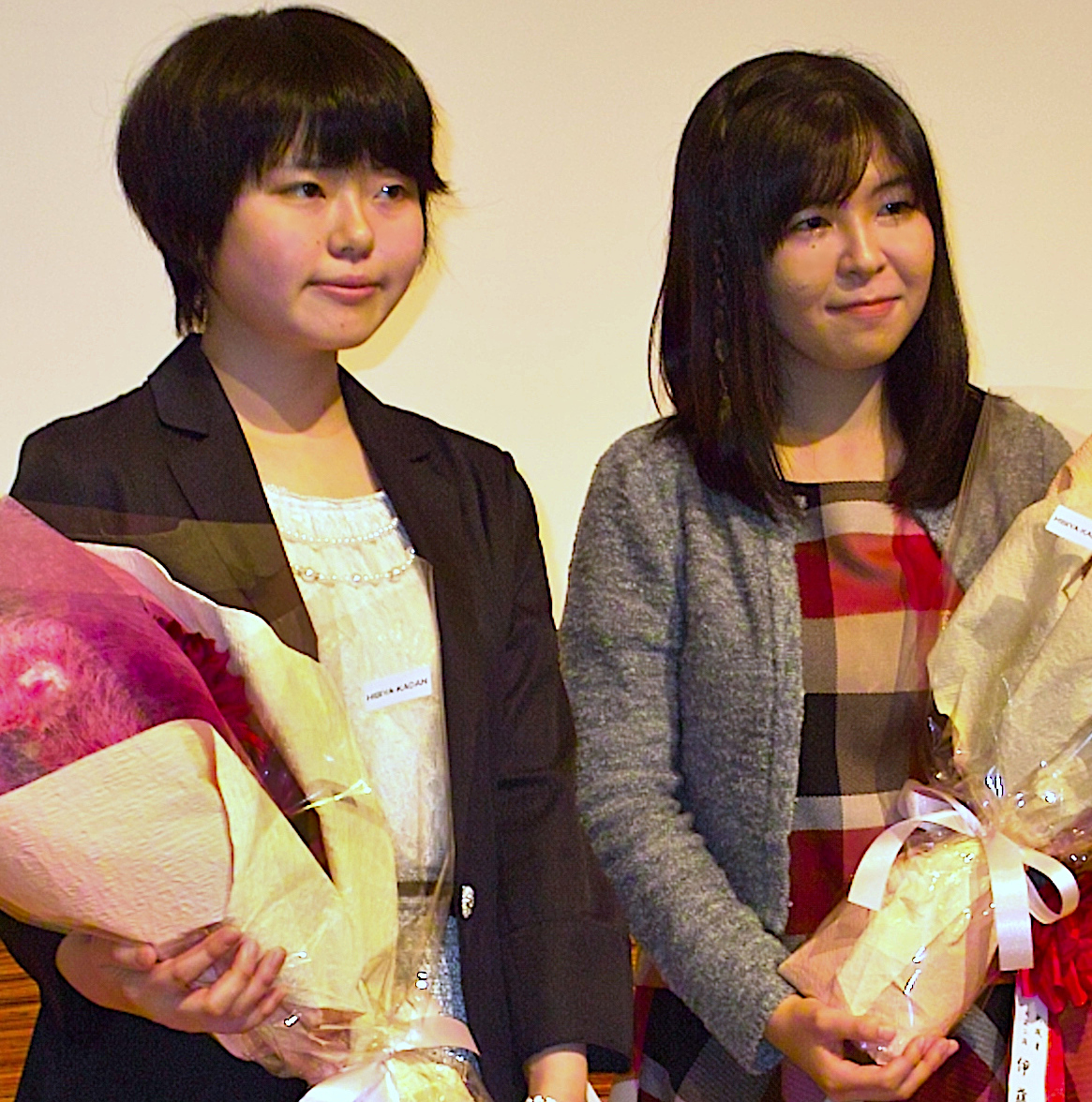
Hai Nữ Lưu kì sĩ là Kato Momoko (trái) và Ito Sae (phải)

Một Nữ Lưu kì sĩ khi hoạt động có thể trực thuộc Liên đoàn Shogi Nhật Bản, Hội Kì thủ Chuyên nghiệp nữ Nhật Bản (LPSA) hoặc không trực thuộc bất cứ tổ chức nào trong hai tổ chức trên. 

## Tổng quan

### Nền móng cho sự ra đời hệ thống chuyên nghiệp nữ
Dựa trên sự phát triển của việc phụ nữ ngày càng học chơi shogi nhiều hơn và sự xuất hiện của giải đấu Nữ Lưu Danh Nhân chiến (mà ngày nay là Nữ Lưu Danh Nhân nghiệp dư chiến), vào những năm 1960, Oyama Yasuharu - chủ tịch đương thời của Liên đoàn Shogi Nhật Bản mạnh mẽ yêu cầu sự thành lập của một hệ thống chuyên nghiệp chỉ dành riêng cho các kì thủ nữ, với ý tưởng vào việc có thể nhờ các kì thủ nữ để làm phổ biến shogi hơn nữa - ý tưởng này vấp phải nhiều phản ứng trái chiều khi đó.Cuối cùng, vào năm 1974, nhờ có những ảnh hưởng của Oyama và Harada Yasuo, sự đồng thuận trong việc hình thành hệ thống chuyên nghiệp dành riêng cho các kì thủ nữ đã được đạt tới.
Sáu người phụ nữ đầu tiên được trở thành những Nữ Lưu kì sĩ đầu tiên, của thế hệ đầu tiên vào ngày 31 tháng 10 năm 1974, bao gồm:
- Takojima Akiko (Nữ Lưu Tam đẳng): Bà cũng là người phụ nữ đầu tiên tham dự Trường Đào tạo Kỳ thủ trẻ, và sau khi rời hội cũng được chứng nhận mức độ Nhị đẳng.[5] Bà giải nghệ vào năm 2018.
- Sekine Kiyoko (Nữ Lưu Nhị đẳng): Trước khi trở thành Nữ Lưu kì sĩ, bà đã là một nữ kì thủ nghiệp dư với trình độ được đánh giá ngang ngửa với Takojima.[5] Bà giải nghệ vào năm 2011 với mức xếp hạng Nữ Lưu Lục đẳng.[6]
- Tada Yoshiko (Nữ Lưu Nhị đẳng): Bà đã chiến thắng Nữ Lưu Danh Nhân nghiệp dư chiến bốn kì liên tiếp trước khi trở thành Nữ Lưu kì sĩ, Bà giải nghệ vào năm 2004.[5]
- Yamashita Kazeko (Nữ Lưu Sơ đẳng): Năm 1972, Yamashita đã được phong Nữ Lưu Nhất cấp.[7] Bà giải nghệ năm 2012.
- Terashita Noriko (Nữ Lưu Sơ đẳng): Bà là nữ học viên đầu tiên của lớp dạy cờ dành riêng cho nữ giới của Liên đoàn Shogi Nhật Bản, lớp này khai giảng lần đầu tiên vào năm 1962. Bà giải nghệ thi đấu chuyên nghiệp vào năm 1985.
- Murashima Yukiko (Nữ Lưu Sơ đẳng): Bà giải nghệ vào năm 1989.

### Từ Nữ Lưu kì sĩ tới kì thủ chuyên nghiệp
Trong hệ thống kì thủ chuyên nghiệp vốn không có sự phân biệt giới tính nam - nữ, và cũng kể từ khi Trường Đào tạo Kỳ thủ trẻ ra đời vào năm 1928, điều kiện để trở thành kì thủ chuyên nghiệp chỉ đơn giản là gia nhập trường đào tạo và được thăng lên Tứ đẳng tại đây.Năm 2014, Imaizumi Kenji, một nam kì thủ nghiệp dư đã vượt qua bài thi này và chính thức trở thành kì thủ chuyên nghiệp vào ngày 1 tháng 4 năm 2015.Do đó, kể cả khi hệ thống Nữ Lưu kì sĩ đã ra đời vào năm 1974, một kì thủ nữ hoàn toàn có thể tham gia Tưởng Lệ hội song song, và Hayashiba Naoko, Nakai Hiroe, Yauchi Rieko, Usui Ryoko đã tận dụng điều này để luyện tập trở thành kì thủ chuyên nghiệp trong khi vẫn đang hoạt động như một Nữ Lưu kì sĩ. Đã có những sự tranh luận nổ ra, để từ đó dẫn tới vào năm 1998, bộ Quy tắc của Nữ Lưu kì sĩ (女流棋士総則 (Nữ Lưu kì sĩ tổng tắc)) được ra đời, và khẳng định rằng khi tham gia Tưởng Lệ hội, một kì thủ nữ sẽ không được giữ vai trò Nữ Lưu kì sĩ nữa (奨励会員と女流棋士の重複は認めない), và khi đó Nữ Lưu kì sĩ sẽ phải thông báo tạm thời nghỉ ngơi/rút lui với tổ chức chủ quản.
Năm 2011, Satomi Kana - người khi đó đang sở hữu ba danh hiệu Nữ Lưu đã đặt nghi vấn và tranh luận với Trường Đào tạo trong quy tắc này, để từ đó một lần nữa các giám đốc của Liên đoàn phải cho phép một kì thủ nữ vẫn được công nhận là Nữ Lưu kì sĩ khi tham gia Tưởng Lệ hội.Satomi vượt qua bài thi đầu vào của Trường Đào tạo để được thăng lên Nhất cấp vào tháng 5 năm 2011, tuần tự tới Sơ đẳng (tháng 1 năm 2012) - Nhị đẳng (tháng 7 năm 2013) và Tam đẳng vào tháng 12 cùng năm đó. Cô cũng đã tham gia Giải đấu Tam đẳng với mục đích tìm kiếm cơ hội được thăng lên Tứ đẳng - trở thành kì thủ chuyên nghiệp, tuy nhiên sau năm kì cô thất bại trong mục tiêu này và phải rút lui khỏi Trường Đào tạo do giới hạn tuổi tác. 
Mặc dù tính tới tháng 1 năm 2023, chưa có bất cứ người phụ nữ nào thành công trở thành kì thủ chuyên nghiệp, dựa trên việc Satomi Kana, sau đó là Nishiyama Tomoka và gần đây là Naka Nanami đang dần chạm tới mục tiêu này, vấn đề về việc hoạt động dưới tư cách Nữ Lưu kì sĩ khi đã trở thành kì thủ chuyên nghiệp được Liên đoàn yêu cầu phải làm rõ hơn bao giờ hết, nên vào ngày 7 tháng 8 năm 2019, Liên đoàn Shogi Nhật Bản đã quy định về sự tham gia của các Nữ Lưu kì sĩ và nữ hội viên Tưởng Lệ hội trong các giải danh hiệu chính thức như sau:
1. Nếu một Nữ Lưu kì sĩ vượt qua Kỳ thi Kết nạp Kì thủ chuyên nghiệp, cô ấy có thể tham gia cả các giải danh hiệu chính thức và cả các giải danh hiệu Nữ Lưu.
2. Nếu một nữ kì thủ đang trực thuộc Tưởng Lệ hội thành công được thăng lên Tứ đẳng, người đó cũng có thể gửi yêu cầu trở thành Nữ Lưu kì sĩ, tuy nhiên yêu cầu này phải được gửi đi trong thời gian 2 tuần kể từ khi được thăng lên Tứ đẳng.

Ngoài con đường thông qua hội Tưởng Lệ, một Nữ Lưu kì sĩ cũng có thể trở thành một kì thủ chuyên nghiệp nếu như có thành tích tốt trong các giải danh hiệu chính thức để đạt đủ điều kiện tham gia Kỳ thi Kết nạp Kỳ thủ chuyên nghiệp (棋士編入試験 (Kì sĩ biên nhập thí nghiệm) Kishi Bennyu Shiken), sau đó giành chiến thắng 3 trong 5 ván đấu với 5 kì thủ Tứ đẳng mới tham gia hệ thống chuyên nghiệp khi đó để vượt qua bài thi và trở thành kì thủ chuyên nghiệp. 
Liên đoàn Shogi Nhật Bản đã đổi tên bài thi này từ Kỳ thi Kết nạp Chuyên nghiệp (プロ編入試験) thành Kỳ thi Kết nạp Kỳ thủ chuyên nghiệp (棋士編入試験 (Kì sĩ biên nhập thí nghiệm) Kishi Bennyu Shiken) như ngày nay vào tháng 10 năm 2019, với mong muốn nhiều Nữ Lưu kì sĩ sẽ thực hiện kỳ thi này hơn ngoài các kì thủ nghiệp dư như thường lệ. Việc đổi tên này không làm thay đổi nội dung cơ bản của kỳ thi.Để đủ điều kiện tham gia kỳ thi kết nạp này, một kì thủ không chuyên phải đáp ứng một trong các điều kiện sau đây: 
- Chiến thắng nhiều hơn 10 ván đấu và có tỉ lệ chiến thắng trên 60,5%, bắt đầu từ kết quả tốt nhất tính trở lại tới khi nộp ứng cử tham gia bài thi.
- Kì thủ đó phải đạt được một trong các thành tích sau đây tại các giải danh hiệu chính thức: 
  - Long Vương chiến: Chiến thắng giai đoạn Giải đấu Xếp hạng ở bất cứ tổ nào.
  - Vương Vị chiến: Thành công lọt vào giải đoạn League Xác định Khiêu chiến giả
  - Vương Tọa chiến/Kì Vương chiến/Kì Thánh chiến: Lọt vào top 8 kì thủ xuất sắc nhất trong giai đoạn Xác định Khiêu chiến giả
  - Cup Asahi mở rộng/Ngân Hà chiến/NHK Cup: Lọt vào top 4 kì thủ xuất sắc nhất trong vòng Chung kết.
  - Tân Nhân Vương chiến: Chiến thắng một kì Tân Nhân Vương chiến.

## Hoạt động
Công việc chính của các Nữ Lưu kì sĩ gồm có việc thi đấu ở các giải danh hiệu Nữ Lưu chính thức, các hoạt động liên quan tới phổ biến và quảng bá shōgi, truyền thông, sự kiện, giáo dục, người lắng nghe và ghi chép kì phổ.Tuy nhiên, không có quy định nào quy định cụ thể cho các hoạt động ngoài việc thi đấu chuyên nghiệp, nên việc được làm gì sau giờ thi đấu chính thức là lựa chọn của mỗi nữ kì thủ. 
Khi một Nữ Lưu kì sĩ giải nghệ, họ không được phép tham gia các giải đấu chính thức do Liên đoàn Shogi Nhật Bản quy định, tuy nhiên đẳng cấp và các danh dự họ có được trong quá trình thi đấu sẽ được bảo toàn. Ngoài ra, quyền thành viên của tổ chức họ trực thuộc như Liên đoàn Shogi Nhật Bản, Nữ Lưu kì sĩ hội hay Hội Kì thủ Chuyên nghiệp nữ Nhật Bản cũng được bảo toàn. 

## Hệ thống đẳng cấp
Sự ưu tiên trong hệ thống khi sắp xếp các Nữ Lưu kì sĩ được quy định như sau, với thứ tự từ sự ưu tiên cao nhất: 
1. Các kì thủ đang sở hữu danh hiệu. Nếu một kì thủ sở hữu nhiều danh hiệu hơn, cô ấy sẽ được ưu tiên cao hơn - nếu hai nữ kì thủ hoặc nhiều hơn sở hữu cùng một số danh hiệu, danh hiệu nào được sắp xếp cao hơn sẽ giúp kì thủ sở hữu danh hiệu đó được xếp ưu tiên hơn.
2. Các kì thủ nữ đủ điều kiện cho danh dự Nữ hoàng/Vĩnh thế, với người nào đạt được danh dự Nữ hoàng/Vĩnh thế sớm hơn sẽ được ưu tiên hơn.
3. Ngoài hai trường hợp trên, các Nữ Lưu kì sĩ sẽ được sắp xếp theo thứ tự đẳng cấp giảm dần từ Nữ Lưu Lục đẳng tới Nữ Lưu Nhị cấp. Trong trường hợp có nhiều kì thủ cùng một mức xếp hạng, thứ tự ưu tiên sẽ giảm dần từ người được thăng cấp trước tới người được thăng cấp sau cùng.

## Thi đấu với các kì thủ chuyên nghiệp
Các Nữ Lưu kì sĩ với thành tích xuất sắc có thể được tham gia các giải danh hiệu chính thức mà vốn chỉ dành cho các kì thủ chuyên nghiệp (thường được coi là các nam kì thủ chuyên nghiệp).

## Giải nghệ
Có hai loại giải nghệ, một loại là khi một Nữ Lưu kì sĩ tự nguyện giải nghệ, loại còn lại là việc giải nghệ dựa vào các điểm giáng cấp (降級点), lấy cơ sở trên Quy tắc của Nữ Lưu kì sĩ (女流棋士総則 (Nữ Lưu kì sĩ tổng tắc)).
Tuy nhiên, sau khi giải nghệ, các kì thủ nữ vẫn có thể tham gia vào các giải danh hiệu chính thức với tư cách một kì thủ nghiệp dư. Trong quá khứ, Hayashiba Naoko, Ōba Mika và Fujita Maiko đã tham gia Nữ Lưu Vuơng Tọa chiến kì 1 dưới tư cách một kì thủ nữ nghiệp dư,sau đó là Yamashita Kazuko cùng với Fujita tham gia Nữ Lưu Vương Tọa chiến kì 4.
Cùng với việc giải nghệ, một vài Nữ Lưu kì sĩ cũng đồng thời rút lui khỏi tổ chức chủ quản, và trong trường hợp này họ không còn được công nhận là một Nữ Lưu kì sĩ nữa. 

### Điểm giáng cấp
Tính tới tháng 10 năm 2021, bộ luật cho việc yêu cầu một Nữ Lưu kì sĩ giải nghệ được dựa trên Quy tắc của Nữ Lưu kì sĩ (女流棋士総則 (Nữ Lưu kì sĩ tổng tắc))được công bố vào tháng 4 năm 2018 trên trang chủ của Liên đoàn Shogi Nhật Bản, và cũng theo đó Thanh Lệ chiến - Nữ Lưu Thuận Vị chiến không tham gia vào việc tính điểm giáng cấp này.Lưu ý rằng do Liên đoàn Shogi Nhật Bản là tổ chức ban hành, nên các Nữ Lưu kì sĩ trực thuộc Hội Kì thủ Chuyên nghiệp nữ Nhật Bản không phải chịu ảnh hưởng này.
Nói chung, một Nữ Lưu kì sĩ sẽ nhận một điểm giáng cấp nếu xếp hạng nói chung của kì thủ đó trong năm đó thấp. Tuy nhiên, nếu như trong năm đó kì thủ đó xin nghỉ ngơi vì bất cứ lý do nào như thai sản, bệnh tật, cô ấy sẽ không phải nhận bất cứ một điểm giáng cấp nào. 

#### Quy tắc chung
- Một Nữ Lưu kì sĩ sẽ phải giải nghệ bắt buộc nếu như người đó nhận đủ ba điểm giáng cấp.
- Nữ Lưu kì sĩ có thể tiếp tục thi đấu mà không xin nghỉ hưu khi qua 65 tuổi, tuy nhiên phải thỏa mãn hai điều kiện sau: 
  - Nữ kì thủ đó phải không có bất cứ điểm giáng cấp nào vào năm mà kì thủ đó đạt 65 tuổi.
  - Sau khi vượt qua mốc 65 tuổi, nếu như nhận một điểm giáng cấp, kì thủ đó sẽ phải giải nghệ ngay lập tức vào năm sau đó.
- Số lượng điểm giáng cấp phụ thuộc vào số lượng Nữ Lưu kì sĩ đang hoạt động chuyên nghiệp tính từ ngày 1 tháng 4 của năm đó hoặc trước đó, số lượng cụ thể được tính toán dựa trên 
  - Với 36 Nữ Lưu kì sĩ gốc, sẽ có một điểm giáng cấp. Cứ mỗi 5 kì thủ mới gia nhập hệ thống Nữ Lưu kì sĩ, số lượng điểm giáng cấp sẽ tăng thêm một.
  - Nếu như trước khi áp dụng điểm giáng cấp có một kì thủ nữ tự nguyện giải nghệ, số điểm giáng cấp mà đáng ra phải áp dụng vào năm tiếp theo sẽ được giảm đi bằng với số kì thủ nữ tự nguyện giải nghệ.
  - Điểm giáng cấp không thay đổi kể cả khi có kì thủ xin nghỉ thi đấu tạm thời.

#### Tiêu chuẩn cho Nữ Lưu kì sĩ bị áp dụng điểm giáng cấp
- Hệ thống điểm giáng cấp được tham chiếu dựa trên việc các Nữ Lưu kì sĩ thi đấu tám giải danh hiệu Nữ Lưu chính thức, bao gồm: (theo thứ tự ưu tiên) 
  1. Thanh Lệ chiến
  2. Nữ Lưu Thuận Vị chiến
  3. Nữ Lưu Vương Tướng chiến
  4. Thương Phu Đằng Hoa chiến
  5. Nữ Lưu Danh Nhân chiến
  6. Nữ Lưu Vương Tọa chiến
  7. Giải Mynavi Nữ mở rộng
  8. Thương Phu Đằng Hoa chiến
- Khi được thăng lên Nữ Lưu Nhất cấp, nếu có điểm giáng cấp sẽ được loại bỏ một điểm. Ngoại trừ Cup YAMADA, nếu có ít nhất 8 chiến thắng trong tám giải Nữ Lưu kể trên, kì thủ đó được xóa một điểm giáng cấp, tuy nhiên cần lưu ý rằng mỗi năm chỉ có một điểm giáng cấp được xóa bỏ.

## Các kỉ lục
- Nữ kì thủ trẻ nhất trở thành Nữ Lưu kì sĩ là Fujita Aya (cô sinh năm 1998, trở thành Nữ Lưu kì sĩ năm 11 tuổi, 6 tháng). Tính tới năm 2024, có tổng cộng 7 nữ kì thủ trở thành Nữ Lưu kì sĩ khi 12 tuổi hoặc trẻ hơn.
- Nữ Lưu kì sĩ lớn tuổi nhất từng hoạt động là Takojima Akiko. Bà giải nghệ năm 2018, khi 71 tuổi 10 tháng.
- Nữ Lưu kì sĩ thi đấu nhiều ván nhất trong một năm là Nishiyama Tomoka, cô thi đấu 65 ván trong năm 2022. Trong năm 2022, cô thi đấu tới 6 loạt trận tranh danh hiệu (Bạch Linh - Nữ Vương - Nữ Lưu Danh Nhân - Nữ Lưu Vương Vị - Nữ Lưu Vương Tướng - Thương Phu Đằng Hoa). 2022 cũng là năm Nishiyama Tomoka đạt kỉ lục Nữ Lưu kì sĩ có nhiều ván thắng nhất trong một năm, với 46 ván.
- Tỉ lệ thắng trong một năm cao nhất thuộc về Shimizu Ichiyo, với 89,65% trong năm 1993 (26 thắng - 3 thua).
- Chuỗi thắng dài nhất thuộc về Fukuma Kana (khi đó là Satomi Kana) vào năm 2015, với 21 trận thắng liên tiếp.
- Nakai Hiroe là người đầu tiên đạt mốc 700 ván thắng (vào ngày 3 tháng 9 năm 2021). Người thứ hai đạt được mốc này là Shimizu Ichiyo (29 tháng 7 năm 2023)[23][24]
- Shimizu Ichiyo là người phụ nữ đầu tiên/Nữ Lưu kì sĩ đầu tiên trở thành chủ tịch của Liên đoàn Shogi Nhật Bản.[25]